# Friedrich-August Schack (Offizier)

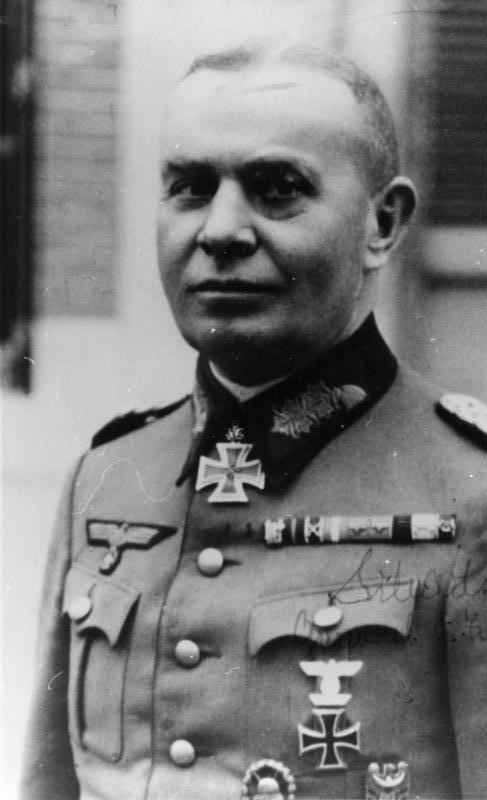
Friedrich-August Schack (1944)

Friedrich-August Schack (* 27. März 1892 in Schmiedeberg im Riesengebirge; † 24. Juli 1968 in Goslar) war ein deutscher General der Infanterie im Zweiten Weltkrieg.

## Leben
Schack war der Sohn eines protestantischen Pfarrers.
Er trat nach seinem Abitur und theologischen Studien nach Ausbruch des Ersten Weltkriegs am 6. August 1914 als Freiwilliger in die Preußische Armee ein und zog mit dem 1. Leib-Husaren-Regiment Nr. 1 ins Feld. Er entschied sich im Juni 1915 für die Offizierslaufbahn und kam zum 8. Westpreußischen Infanterie-Regiment Nr. 175 der 36. Infanterie-Division. Als Zugführer, Bataillons- und Regiments-Adjutant nahm er am Ersten Weltkrieg teil und wurde mit beiden Klassen des Eisernen Kreuzes sowie dem Bulgarischen Militär-Verdienstorden V. Klasse ausgezeichnet. Am 3. April 1918 wurde er zum Grenadier-Regiment „Graf Kleist von Nollendorf“ (1. Westpreußisches) Nr. 6 versetzt.

### Reichswehr
Die Vorläufige Reichswehr übernahm ihn als Leutnant. Im 200.000-Mann-Übergangsheer kam er 1920 zum Reichswehr-Infanterie-Regiment 9. Im 100.000-Mann-Heer diente er beim 8. (Preußisches) Infanterie-Regiment in Görlitz, Glogau und Lübben. Im Oktober 1923 heiratete er Marie-Ilse von Kaincker. Nach fünf Jahren als Kompaniechef wurde er am 1. April 1934 als Taktiklehrer an die Kriegsschule Dresden versetzt.
Beförderungen
- 1915 Fahnenjunker
- 1915 Leutnant
- 1. April 1923 Oberleutnant
- 1. April 1928 Hauptmann
- 1. Februar 1935 Major
- 1. Oktober 1937 Oberstleutnant
- 1. Oktober 1940 Oberst
- 1. Juli 1943 Generalmajor
- 1. Januar 1944 Generalleutnant
- 20. April 1945 General der Infanterie

### Wehrmacht
Am 1. Oktober 1938 wurde er zum Kommandeur eines MG-Bataillons ernannt, mit dem er bei Beginn des Zweiten Weltkriegs am Überfall auf Polen teilnahm. Seit dem 18. Januar 1940 Regimentskommandeur, führte Schack das Infanterie-Regiment 392 in den Westfeldzug. Im Deutsch-Sowjetischen Krieg kämpfte er ab Juni 1941 in Russland. Für die Einnahme Sallas erhielt er am 24. Juli 1941 das Ritterkreuz des Eisernen Kreuzes.
Am 1. Oktober 1942 wurde er Kommandeur der Fahnenjunkerschule III in Potsdam. Als Kommandeur der 216. Infanterie-Division (1943) kämpfte er im Unternehmen Zitadelle. In dieser größten Panzerschlacht der Militärgeschichte erlitt seine Division schwere Verluste. Die Reste wurden in Frankreich als 272. Infanterie-Division neu aufgestellt. Für die Führung dieser Division in der Schlacht um Caen erhielt Schack am 21. September 1944 das Eichenlaub zum Ritterkreuz des Eisernen Kreuzes. Im Herbst 1944 wurde er mit der Führung verschiedener Armeekorps der 5. Panzerarmee und der 19. Panzerarmee beauftragt. Zwischenzeitlich in der Führerreserve, übernahm er am 26. März 1945 die Führung des XXXII. Armeekorps, dessen Kommandierender General er drei Wochen vor der Kapitulation der Wehrmacht noch wurde.
Er geriet in britische und US-amerikanische Kriegsgefangenschaft, aus der er am 24. März 1948 entlassen wurde.